# La Balme-de-Sillingy
La Balme-de-Sillingy es una comuna francesa situada en el departamento de Alta Saboya, en la región de Auvernia-Ródano-Alpes.

## Demografía
| 573 | 589 | 1007 | 1940 | 3075 | 3729 | 5167 |
| Para los censos de 1962 a 1999 la población legal corresponde a la población sin duplicidades (Fuente: INSEE [Consultar]) |     |      |      |      |      |      |